# Ichneumon hakutozanus
Ichneumon hakutozanus är en stekelart som beskrevs av Tohru Uchida 1955. Ichneumon hakutozanus ingår i släktet Ichneumon och familjen brokparasitsteklar. Inga underarter finns listade i Catalogue of Life.